# مقبرة ضحايا مجزرة سربرنيتشا
النصب التذكاري للإبادة الجماعية في سربرنيتسا المعروف رسميا باسم النصب التذكاري لسربرنيتسا - بوتوتشاري ومقبرة ضحايا الإبادة الجماعية عام 1995 هو مجمع المقبرة التذكاري في سربرنيتسا الذي تم إنشاؤه لتكريم ضحايا مذبحة سربرنيتسا عام 1995. وكان الضحايا ما لا يقل عن 8,372 منهم من الذكور معظمهم من البوشناق المسلمين وبعض الكروات الكاثوليك.
اعتبارا من مايو 2017 تم التعرف على 6938 من ضحايا الإبادة الجماعية المسلمين من خلال تحليل الحمض النووي (الذي أجرته اللجنة الدولية لشؤون المفقودين) من الرفات البشرية التي تم انتشالها من المقابر الجماعية وتم دفن 6643 (اعتبارا من يوليو 2020) من الضحايا المسلمين.

## الخلفية
بدأت مذبحة سربرنيتسا في دونيي بوتوتشاري حيث تجمع حوالي 25000 لاجئ من المسلمين البوسنيين في انتظار الإجلاء. بعد دخول المدينة في 11 يوليو 1995 تحركت قوات صرب البوسنة والهرسك بقيادة راتكو ملاديتش إلى بوتوتشاري وفصلت العديد من الرجال البوسنيين والمراهقين عن بقية الحشد قبل قتلهم كما تم اغتصاب وقتل بعض النساء والفتيات. لم تتمكن قوات حفظ السلام الهولندية التابعة للأمم المتحدة المتمركزة في سربرنيتسا من وقف المذبحة على الرغم من وجود مقارها في المدينة. إجمالا قُتل حوالي 1200 شخص بريء في بوتوتشاري قبل إجلاء الناجين إلى توزلا.
في أكتوبر 2000 أعلن فولفغانغ بيتريتش المندوب السامي للبوسنة والهرسك أن الأرض في بوتوتشاري سوف تتحول إلى نصب تذكاري ومقبرة لضحايا الإبادة الجماعية. في مايو 2001 تم إنشاء مؤسسة للإشراف على وتمويل بناء النصب التذكاري للإبادة الجماعية في سربرنيتسا. بعد شهرين في وقت قريب من الذكرى السادسة للمذبحة تم وضع حجر الأساس للنصب التذكاري أمام حشد من 15000 شخص. أقيمت الذكرى الأولى في يوليو 2002 بحضور حوالي 20.000 شخص. تم دفن أول 600 ضحية في المقبرة الجديدة في مارس 2003.

## الافتتاح

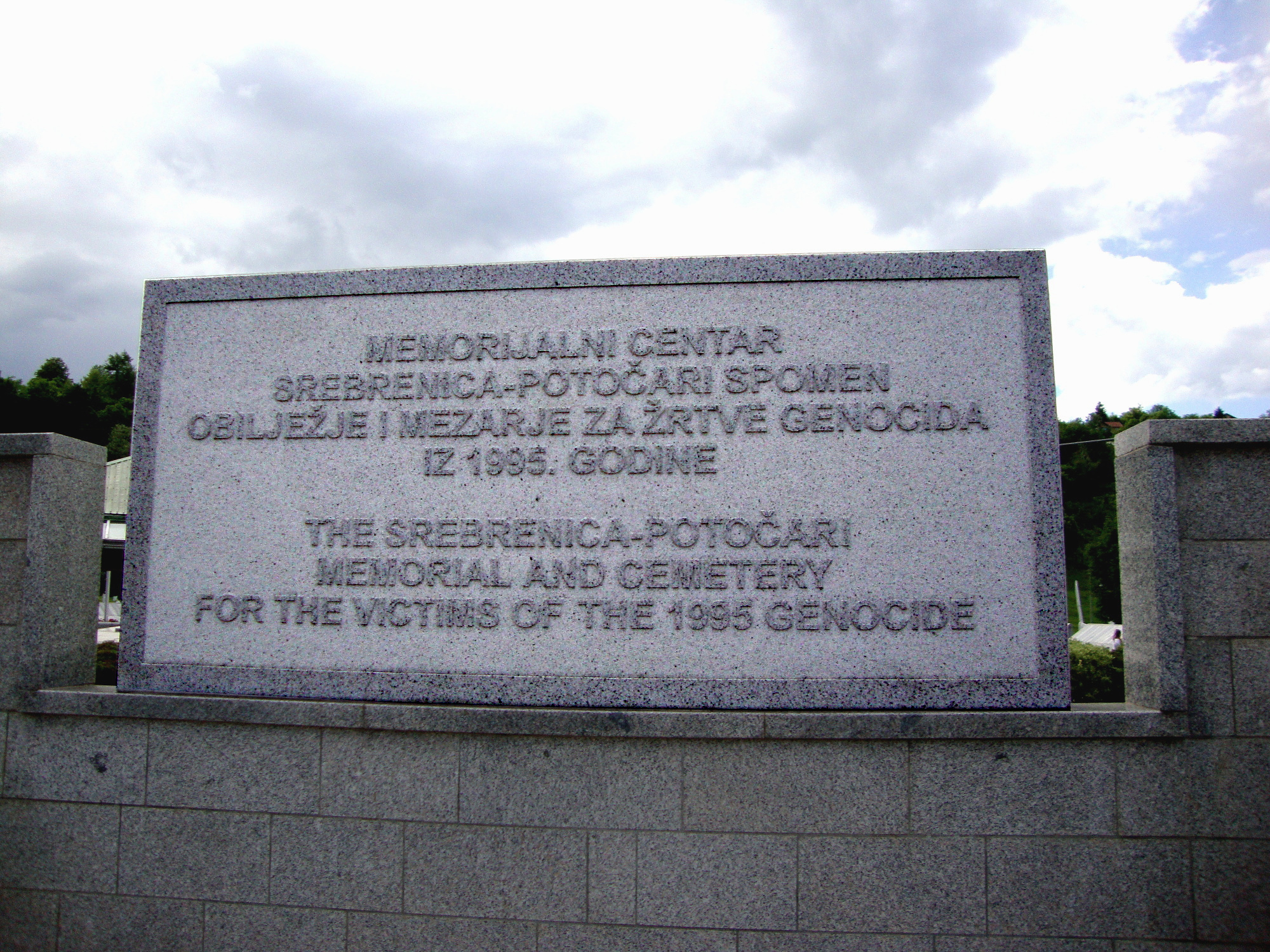
النصب التذكاري ومقبرة سريبرينيتسا-بوتوكاري لضحايا الإبادة الجماعية عام 1995.

تم دفع ثمن مجمع المقبرة التذكاري الذي تبلغ قيمته 5.8 مليون دولار بتبرعات من مجموعات خاصة وحكومات. وقدمت الولايات المتحدة مليون دولار لهذا المشروع. تم افتتاح النصب التذكاري من قبل رئيس الولايات المتحدة السابق بيل كلينتون في 20 سبتمبر 2003 عندما أخبر الآلاف من أقارب ضحايا مذبحة سربرنيتسا:
كان بيل كلينتون رئيسا للولايات المتحدة خلال معظم حرب البوسنة والهرسك وترأس اتفاقية دايتون للسلام.

## احتفالات الذكرى السنوية
في 5 يوليو 2005 عثرت شرطة صرب البوسنة والهرسك على قنبلتين في موقع النصب التذكاري قبل أيام فقط من مراسم إحياء الذكرى العاشرة للمذبحة عندما كان من المقرر دفن 580 ضحية تم التعرف عليهم خلال الاحتفال وأكثر من 50000 شخص بمن فيهم سياسيون دوليون والدبلوماسيين من المتوقع أن يحضروا. كانت القنابل ستسبب خسائر كبيرة في الأرواح والإصابات لو انفجرت وربما كانت تهدف إلى إغراق المنطقة في مزيد من إراقة الدماء.
في 11 يوليو 2007 تجمع 30000 شخص في الذكرى الثانية عشرة. كما حضرت كارلا ديل بونتي رئيسة الادعاء في المحكمة الجنائية الدولية ليوغوسلافيا السابقة. في 12 يوليو 2007 بعد يوم من الذكرى السنوية الثانية عشرة للمذبحة ودفن 465 ضحية أخرى خرجت مجموعة من الرجال يرتدون زي تشيتنيك في شوارع سربرنيتسا. كانوا جميعا يرتدون شارات الوحدات العسكرية التي ارتكبت مجزرة يوليو 1995.
في 11 يوليو 2009 بمناسبة الذكرى الرابعة عشرة حضر حوالي 40.000 من المعزين البوسنيين وعدد من الدبلوماسيين الغربيين والجمعيات المدنية من جميع أنحاء المنطقة مراسم الدفن يوم السبت ل 534 ضحية تم التعرف عليهم حديثا. وكان من بين الضحايا 44 مراهقا. ولم يحضر المراسم أي مسؤول رفيع المستوى من صرب البوسنة والهرسك. حوادث ذات صلة عرقيا مثل الكتابة على الجدران التي تحتوي على تهديدات لمسجد وتدنيس علم البوسنة والهرسك الذي تمزق من مبنى قاعة مدينة براتوناك. قام أعضاء من حركة رافنا جورا شيتنيك بتدنيس علم البوسنة والهرسك وساروا في الشوارع وهم يرتدون قمصان بوجه راتكو ملاديتش وغنوا أغاني شيتنيك. مجموعة من الرجال والنساء المرتبطين بأوبراز «هتفوا بالشتائم الموجهة للضحايا ودعما لحركة شيتنيك داعين إلى استئصال الإسلام». تم تقديم تقرير كامل عن الحادث إلى مكتب المدعي العام المحلي لكن لم تتم مقاضاة أحد. ليس لدى البوسنة والهرسك قانون يحظر المنظمات الفاشية والجماعات المماثلة واعتبرتها الشرطة هناك «حرية تكوين الجمعيات».
في 11 يوليو 2010 في الذكرى الخامسة عشرة 775 تابوتا لمسلمي البوسنة والهرسك وكرواتهم بما في ذلك واحد من الروم الكاثوليك من كروات البوسنة والهرسك. وحضر الحفل رئيس صربيا بوريس تاديتش.
في 17 نوفمبر 2012 زارت مجموعات مختلفة من قدامى المحاربين من البوسنة والهرسك وصربيا وكرواتيا النصب التذكاري وقدمت التحية.
يتم إجراء الدفن الجماعي سنويا أيضا منذ عام 2012 كما كان من قبل الثاني والعشرون هو الأخير حتى الآن إحياء ذكرى 11 يوليو 2017 عندما تم دفن رفات 71 ضحية تم التعرف عليهم حديثا في مركز الذكرى.

## معرض الصور

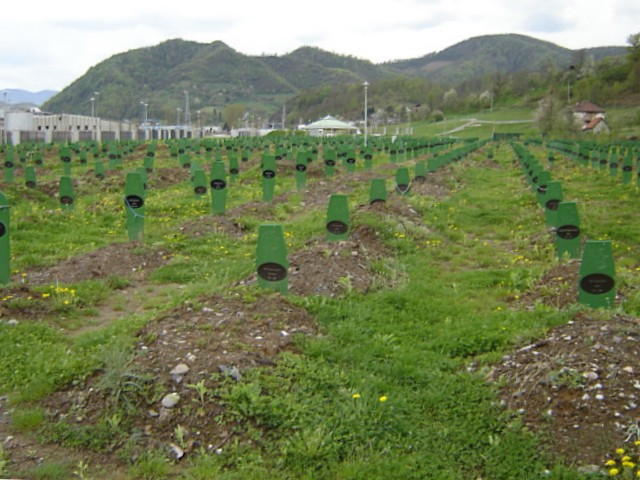
القبور في مركز سريبرينيتشا - بوتوتشاري التذكاري (2005)
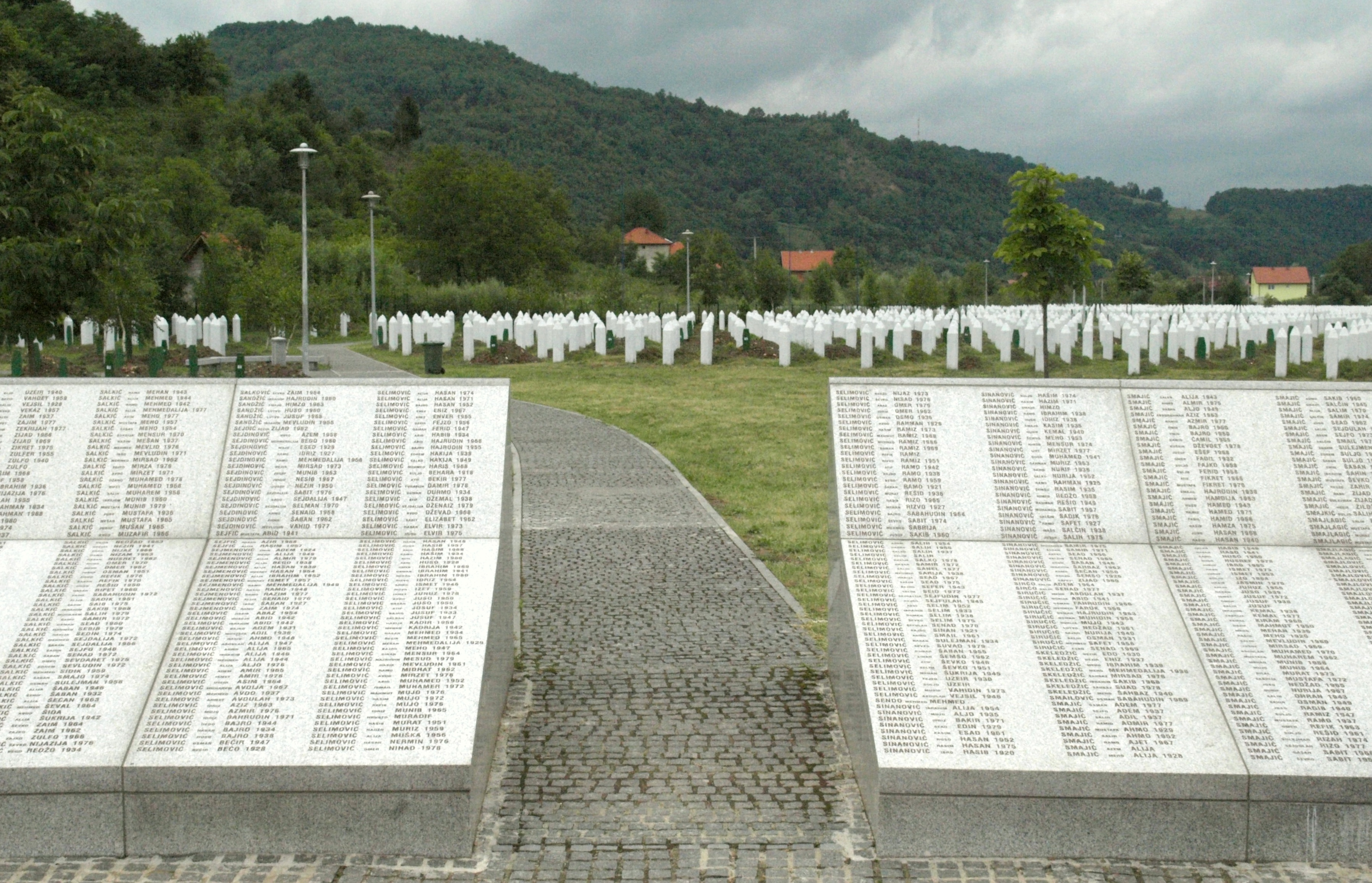
مقبرة (2008)
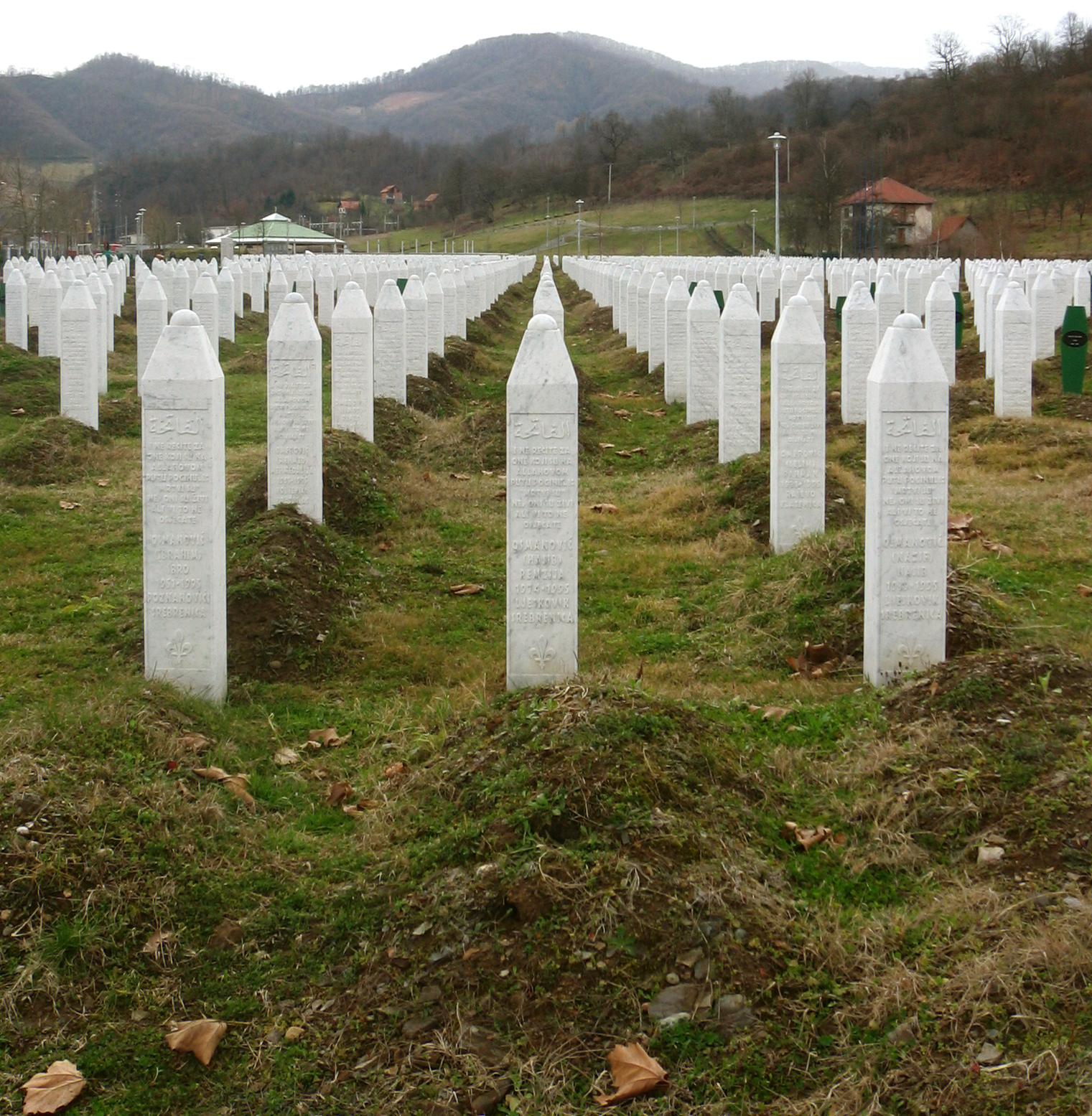
مقابر (2009)
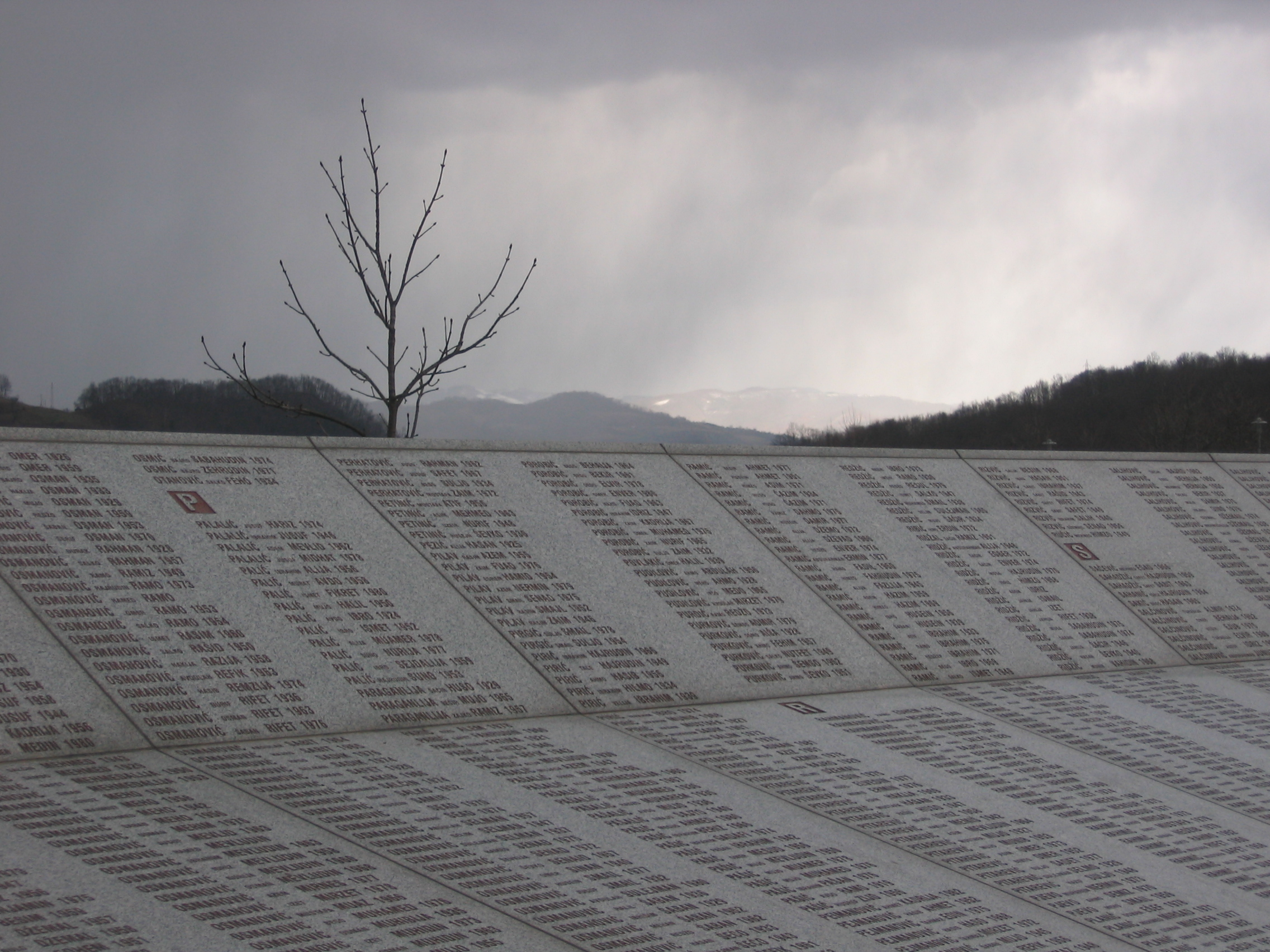
جدار الأسماء مع سحب مطر في الخلفية (2009)
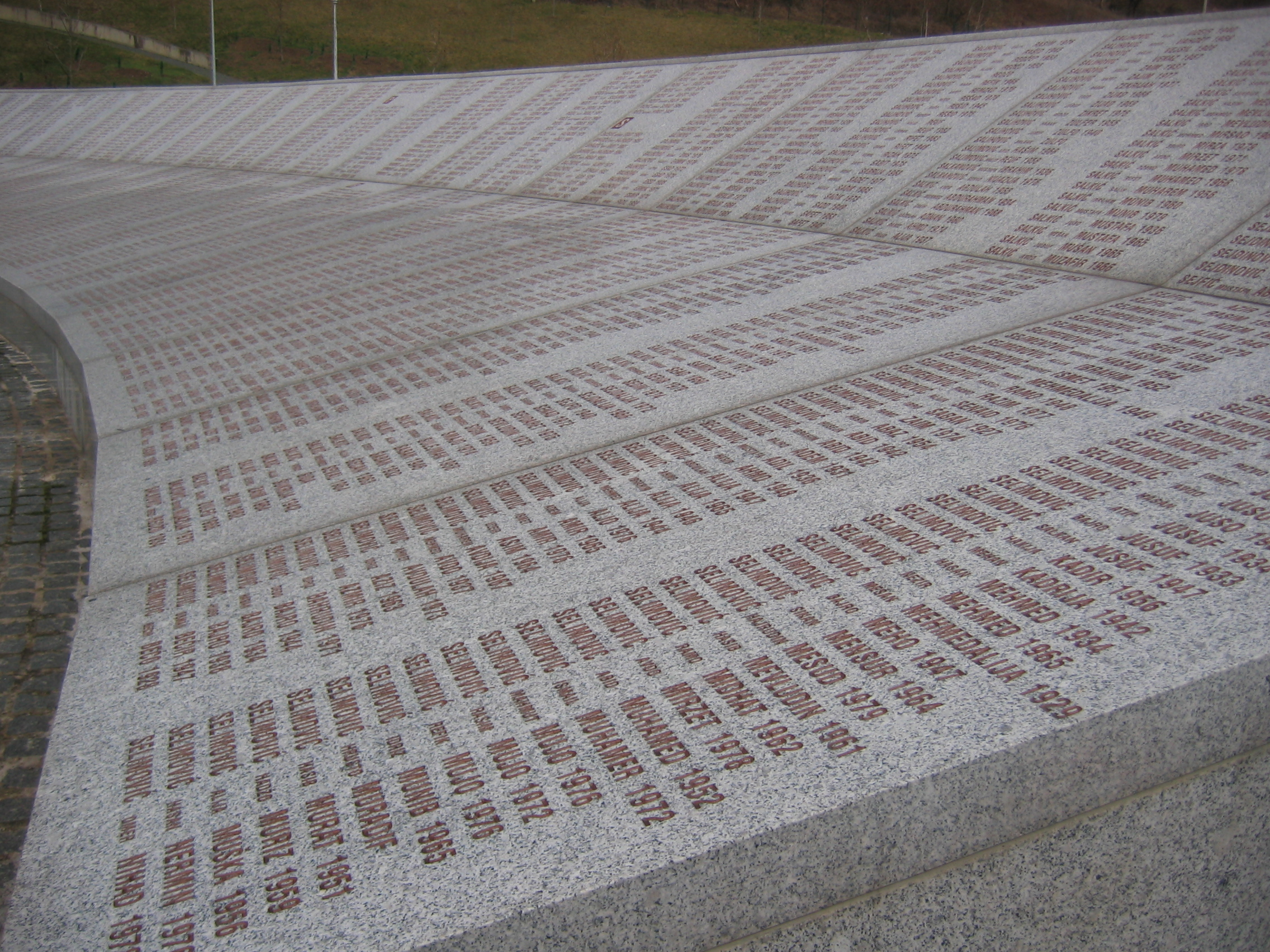
جزء من الجدار الرخامي عليه أسماء القتلى (2009)
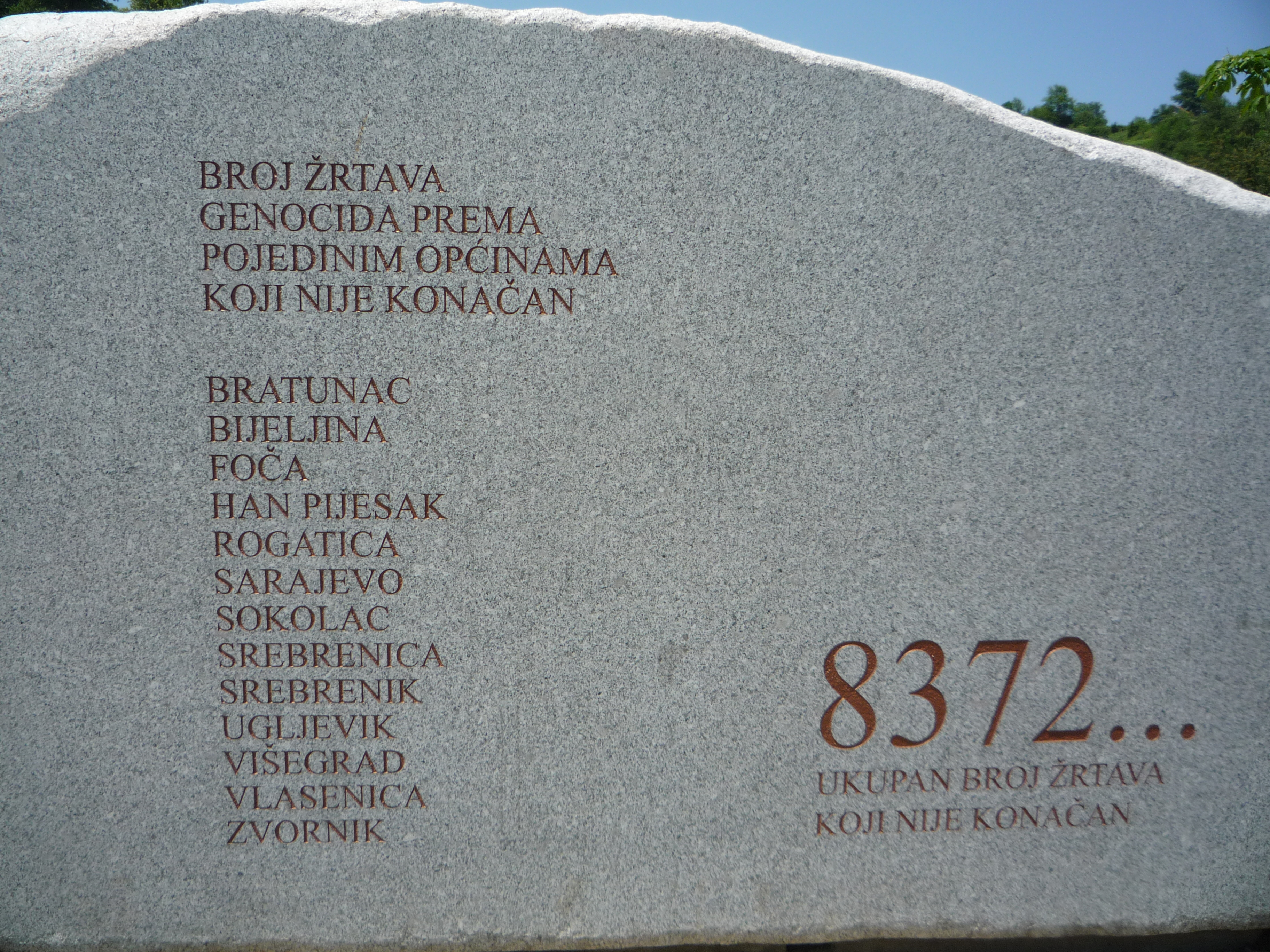
عدد غير محدد من الأشخاص الذين قتلوا في الإبادة الجماعية (2009)
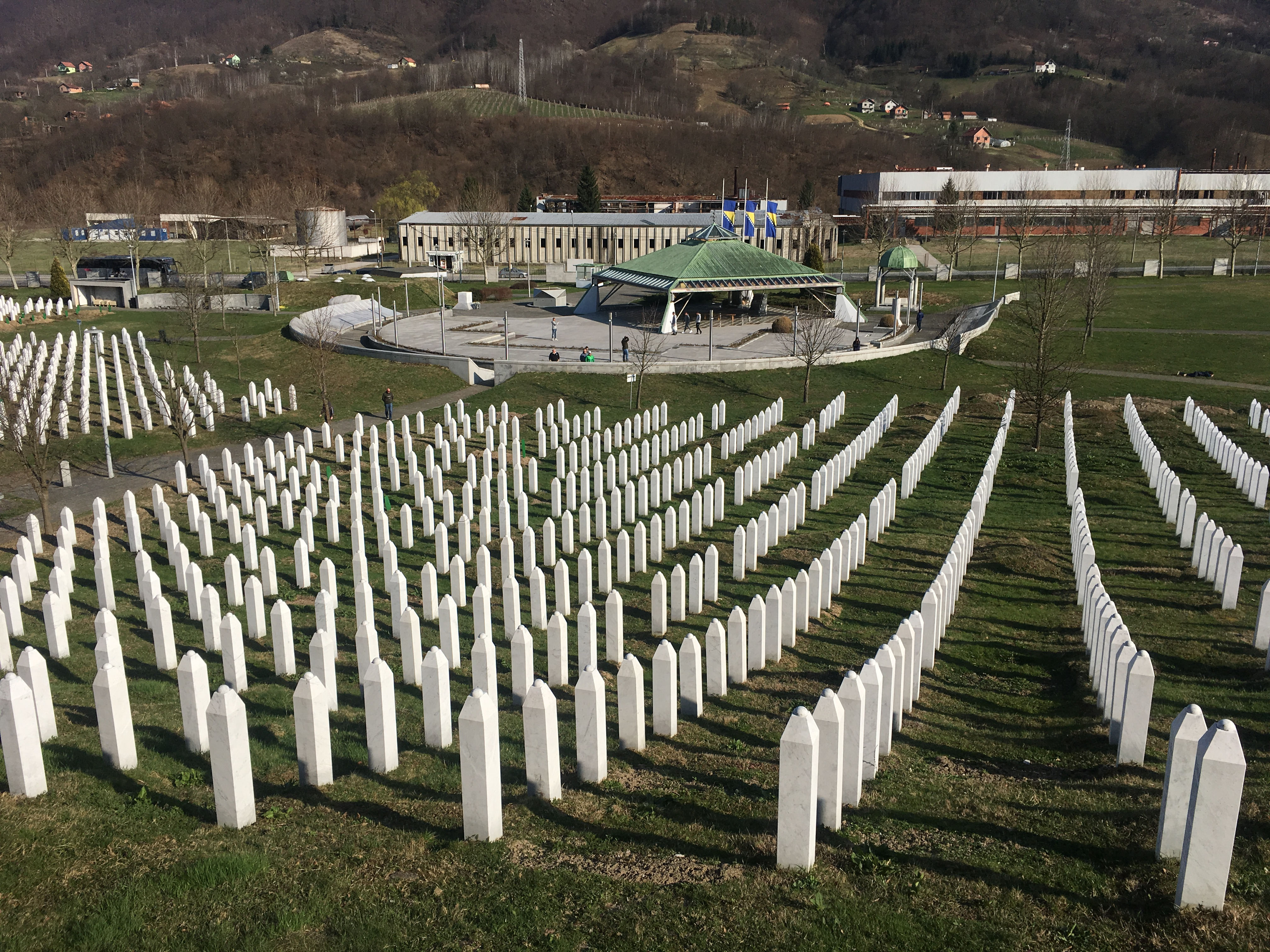
شواهد القبور ومنطقة النصب المركزية (2019)